# Marija Semjonowna Galina

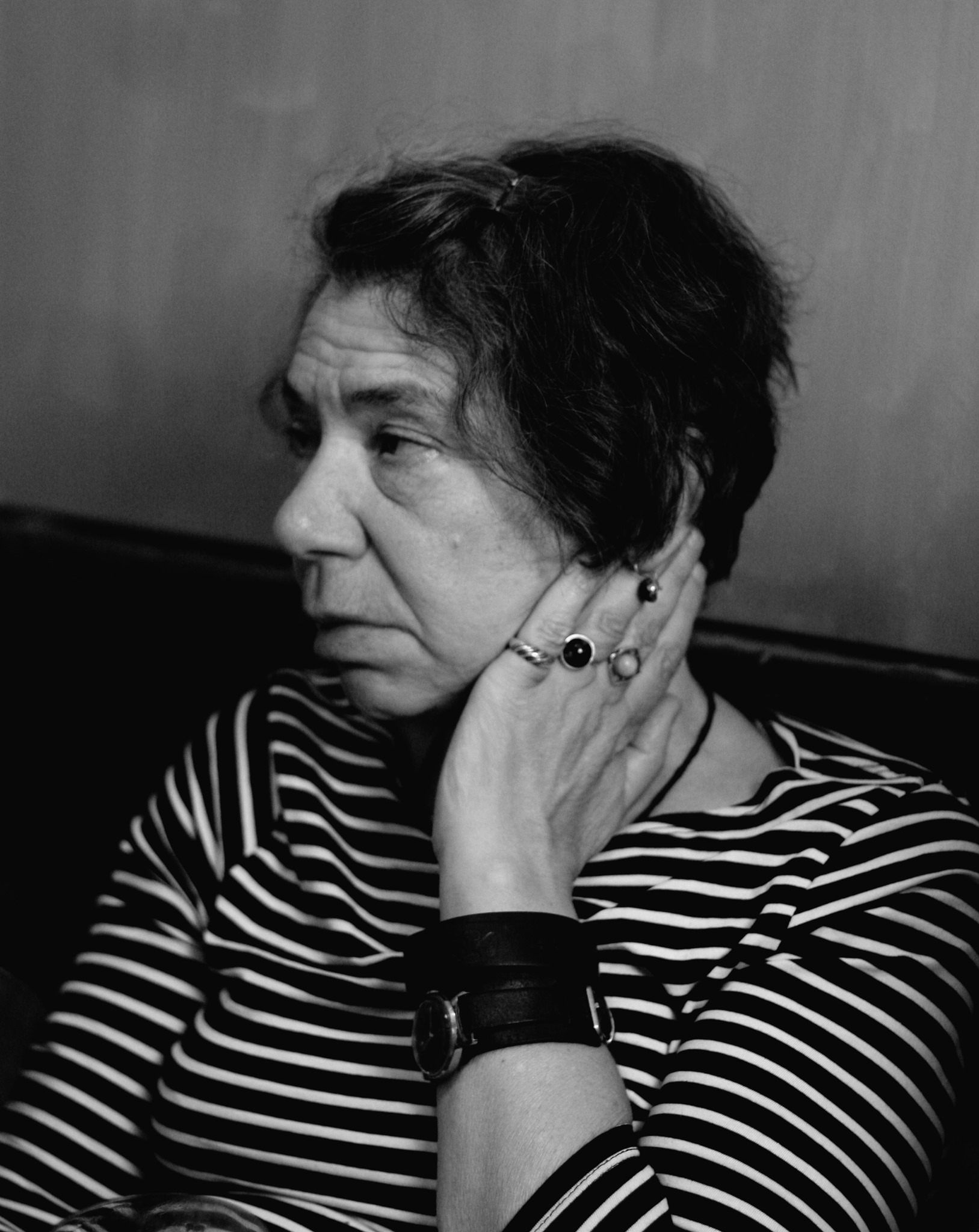
Marija Semjonowna Galina (2022)

Marija Semjonowna Galina (russisch Мария Семёновна Галина; ukrainisch Марія Семенівна Га́ліна; * 10. November 1958 in Kalinin) ist eine ukrainisch-russische Dichterin, Kritikerin und Übersetzerin ukrainischer Herkunft. Sie schreibt auch unter dem Pseudonym Maxim Golizyn.

## Leben
Galina lebte bis 1968 in Kyiv und Odessa. Sie studierte an der Universität Odessa in der Biologischen Fakultät. Es folgte die Aspirantur am A.-O.-Kowalewski-Institut für Biologie der Südlichen Meere der Ukrainischen Sozialistischen Sowjetrepublik in Sewastopol mit Spezialisierung auf Hydrobiologie und Ichthyologie. Sie verteidigte dort 1987 ihre Dissertation über die bioökologischen Besonderheiten der Hämolymphe der Schwarzmeer-Muscheln durch Umweltverschmutzung mit Erfolg für die Promotion zur Kandidatin der biologischen Wissenschaften.
Ab 1987 arbeitete Galina in Moskau im Forschungsinstitut für Hydrobiologie. An der Universität Bergen beschäftigte sie sich 1994 mit Umweltproblemen und untersuchte Salmoninae-Populationen.
Galina gab 1995 ihre wissenschaftliche Tätigkeit auf und wurde Vollzeit-Schriftstellerin. Mitglied des Verbands der Schriftsteller Moskaus war sie 1993 geworden. Sie ist Mitglied des russischen und des ukrainischen PEN.
Erste Gedichte Galinas wurden in der Odessaer auflagenstarken Zeitung Antarktika veröffentlicht. In der zentraleren Moskauer Jugendliteraturzeitschrift Junost erschien erstmals 1990 ein Gedicht Galinas. Unter dem Pseudonym Maxim Golizyn veröffentlichte sie 1997 ihren ersten phantastischen Roman Wremja pobeschdennych (Zeit der Besiegten). Drei Bücher mit phantastischer Prosa erschienen 2002–2003 unter ihrem eigenen Namen. Sie betrachtete sich als Schülerin der Brüder Arkadi und Boris Strugazki.
Galina arbeitete auch als Literaturkritikerin und Redakteurin mit der Literaturnaja gaseta, Nowy Mir, Snamja, Iswestija und anderen Zeitschriften zusammen. Sie übersetzte Werke von Stephen King, Jack Vance, Clive Barker, E. C. Tubb und Peter Straub und auch Gedichte zeitgenössischer ukrainischer und britischer Dichter. Galinas Prosa wurde ins Italienische, Englische, Polnische und Ukrainische übersetzt. Ihre Gedichte wurden ins Englische, Slowakische, Slowenische, Ungarische, Ukrainische, Lettische und andere Sprachen übersetzt.
Seit 2022 lebt Galina in Odessa.